# Griet Cappelle
Griet Cappelle (1977) is een Belgisch voormalig volleybalster.

## Levensloop
Cappelle was onder meer actief bij DAVO Wevelgem en Asterix Kieldrecht. Met laatstgenoemde club behaalde ze twee landstitels (1998 & 2001) en werd ze tweemaal bekerwinnaar (1998 en 2001). Ook won ze met Asterix in seizoen 2000-'01 de Supercup en de Top Teams Cup.
Cappelle behaalde een master lichamelijke opvoeding aan de KU Leuven. Van beroep was ze salesmanager bij verschillende bedrijven. Vanaf 2012 was ze projectmanager voor de realisatie van de sportinovatiecampus te Brugge en vanaf 2016 innovatie en strategie consultant bij TomorrowLab. In 2024 werd ze foresight team manager bij Imec.